# ABN AMRO Kunstprijs
De ABN AMRO Kunstprijs is een aanmoedigingsprijs voor een buitenlandse kunstenaar die in Nederland woont of werkt en wordt sinds 2004 uitgereikt. De prijs bestaat uit een geldbedrag (in 2016: 10.000 euro) en er wordt een openbare tentoonstelling met werk van de winnaar georganiseerd, vergezeld van een publicatie. Uit de tentoonstelling koopt de ABN AMRO Bank bovendien een werk voor de eigen collectie.

## Winnaars
- eerste editie 2004 – Fahrettin Örenli
- tweede editie 2005 – Eylem Aladogan
- derde editie 2006 – Ryan Gander
- vierde editie 2007 – Melissa Gordon
- vijfde editie 2015 – Melvin Moti[1]
- zesde editie 2016 – Marijn van Kreij[2]
- zevende editie 2017 - Saskia Noor van Imhoff[3]
- achtste editie 2018 - Helen Verhoeven[4][5]
- negende editie 2019 - Evelyn Taocheng Wang[6]
- tiende editie 2021 - Neo Matloga[7]
- elfde editie 2023 - Mounira Al Solh